# 伦布墓地
伦布墓地，位于西藏自治区拉萨市墨竹工卡县工卡镇，是一组时代为唐朝的古墓葬。

## 简介
伦布墓地位于墨竹工卡县城以东，伦布村朗卡多尔热以南，处于一片宽阔的冲击扇山坡上。该墓地共有51座墓，墓向坐南朝北偏西。其中，M22进行了试掘。
墓顶略平，自地面起算高0.18米。考古人员从封堆顶部向下挖掘0.21米至0.28米时，发现了一周0.68米宽的墙基边框，是以不同大小的石块垒砌。南侧石墙一节残缺。南北宽4.8米，东西（前端面）长7米，后面4.6米，平面呈梯形。
墓葬结构为：
是一座竖穴墓室，全长2.18米，深1.08米，石砌墙厚0.51米。墓室南北长1.53米，东西宽1.10米，底部铺有一层厚0.08米的白灰阿嘎土墓室门砌在南北长1.53米的腰处，对齐竖立有各一块长条石块向内收回，作为门框，门框高0.88米、宽0.57米。其门用一块高0.52米，宽 0.48米的石板封住。前室小于墓室（也许可能作为存放随葬品的头箱之用）南北长0.65米，东西宽0.80米。无有正式通穴墓道，但是在前室西壁处重叠放置有两块石板，总高0.17米，宽0.52米，作为进出台阶之用。上用三块巨大的长方形石板做盖，从墓室内无出土任何随葬品推测，可能该墓作为二次葬之用，是否属实待今后更多发掘来证实。
伦布墓地、益其岗墓地是墨竹工卡县首次发现的类似墓地。根据其外形及内部结构判断，与1990年代初在西藏自治区朗县、当雄县、洛扎县、林芝县等地发现的吐蕃时期墓葬相似，故其相对年代应当也属于吐蕃时期。